# 西苑駅
西苑駅（せいえんえき）は中華人民共和国北京市海淀区にある北京地下鉄の駅。
4号線と16号線が乗り入れ、接続駅となっている。

## 歴史
- 2003年1月 - 4号線建設計画の22駅に含まれる。当時の仮称は「円明園駅」であった[1]。
- 2008年2月 - 駅名が「西苑駅」に確定する[2]。
- 2009年9月28日 - 4号線開業。
- 2016年12月31日 - 16号線開業。

## 駅構造

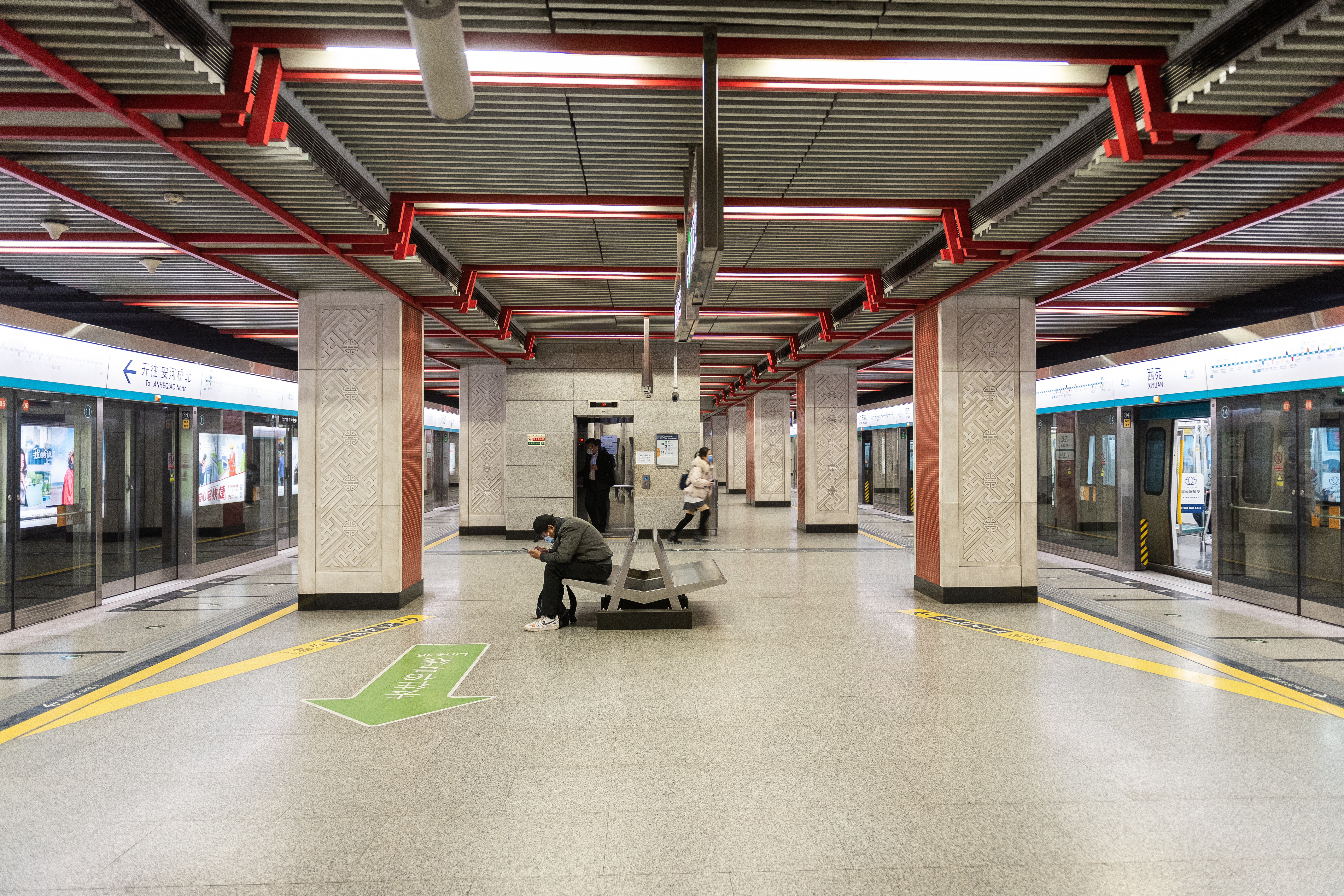
4号線ホーム

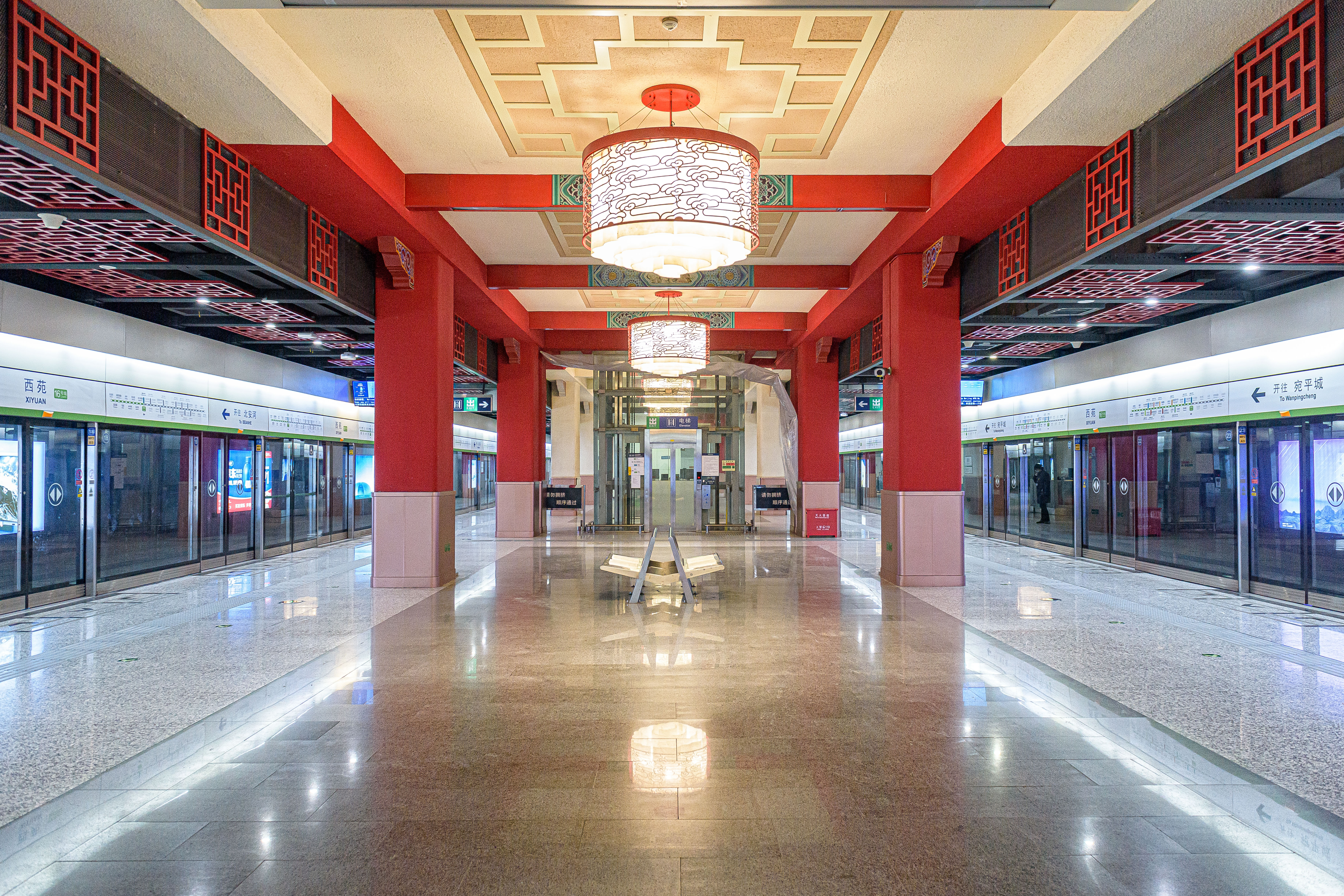
16号線ホーム

地下駅。4号線の施設は円明園路の真下に、16号線の施設は万泉河路の南西側に沿った場所に位置する。両路線とも改札口は地下1階にあり、改札内・改札外両方共に連絡通路が設けられている。ホームは両線ともに島式1面2線を有する。
駅施設内の装飾として、4号線の四角の柱は2面が万字锦が白く掘られており、残り2面は朱色のモザイクタイルが施されている。天井はアルミニウムの梁と赤色の梁のストライプとなっている。
16号線の柱は赤とベージュの2種類がある。壁面はベージュ色である。

### のりば
| 4号線ホーム (B2F)  | 4号線ホーム (B2F) | 4号線ホーム (B2F)            |
| ------------------ | ----------------- | ---------------------------- |
| 3                  | 4号線             | 西直門・公益西橋・天宮院方面 |
| 4                  | 4号線             | 安河橋北方面                 |
| 16号線ホーム (B3F) |                   |                              |
| 1                  | 16号線            | 国家図書館・甘家口方面       |
| 2                  | 16号線            | 西北旺・北安河方面           |

## 駅周辺
- 西苑公交枢紐（中国語版）
- 頤和園東宮門（中国語版）
- 国際関係学院
- 西苑医院
- 北京市西静園公墓

## 隣の駅
北京地下鉄
 4号線
円明園駅 - 西苑駅 - 北宮門駅
 16号線
農大南路駅 - 西苑駅 - 万泉河橋駅